# Cmentarz żydowski w Brześciu Kujawskim
Cmentarz żydowski w Brześciu Kujawskim – został założony przypuszczalnie w XVI wieku i znajdował się przy obecnej ulicy 11 listopada i pierwotnie służył również Żydom z pobliskiego Włocławka. W 1930 został powiększony osiągając powierzchnię 1,5 morgi. Został zniszczony podczas II wojny światowej, a proces dewastacji trwał w okresie PRL. Na terenie pocmentarnym wybudowano basen.